# Juan José Sota

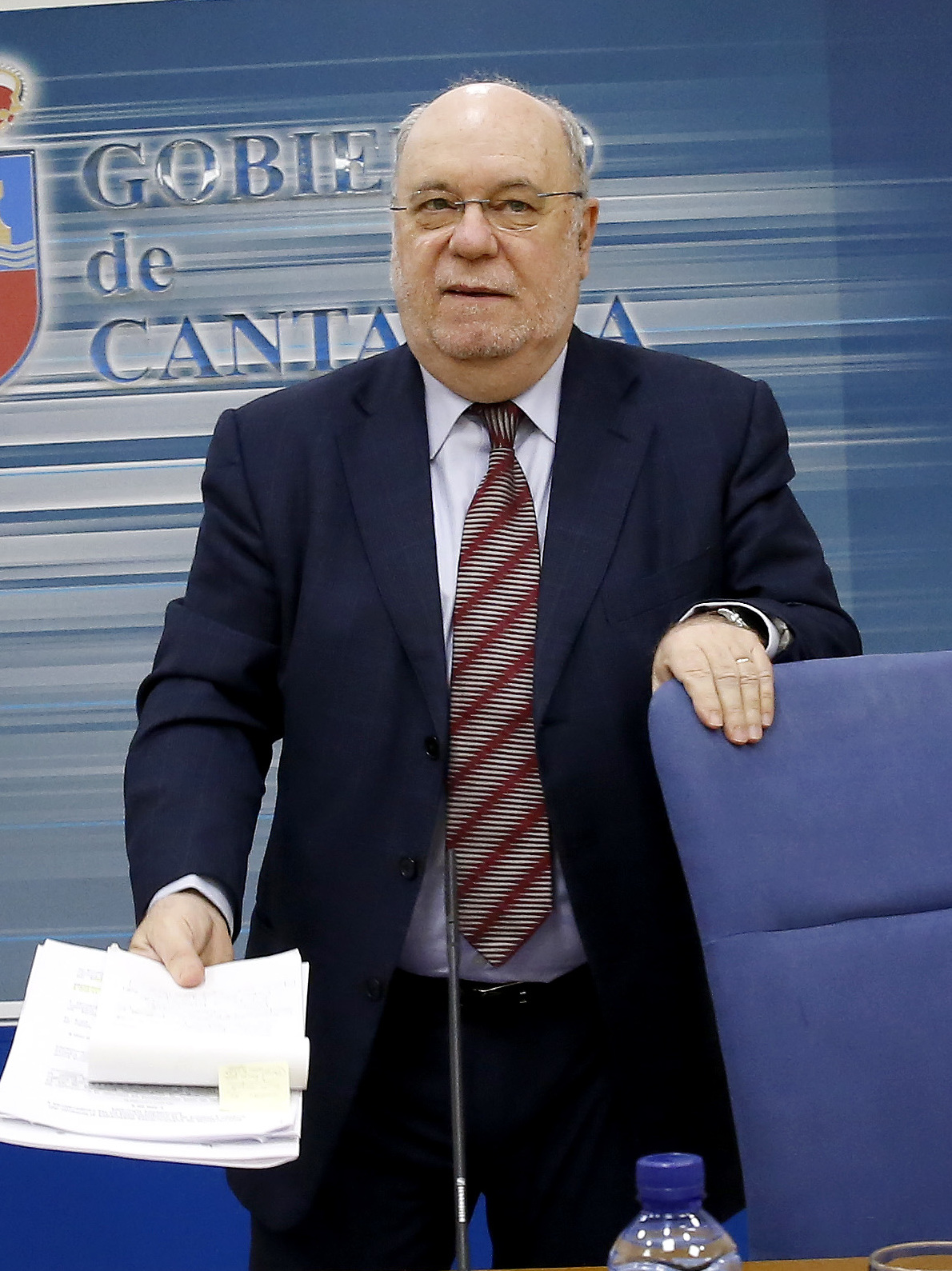

Juan José Sota Verdión (Madrid, 1954) es un economista y político español que ha servido en diversas ocasiones como consejero del Gobierno de Cantabria. 
Es licenciado en Ciencias Económicas y Empresariales por la Universidad Autónoma de Barcelona.

## Trayectoria política
Ha desarrollado toda su trayectoria política en la comunidad española de Cantabria, donde contribuyó a crear las estructuras del PSOE regional después de la transición española y de la conversión de la antigua provincia de Santander en comunidad autónoma. Entre 1983 y 2003 es concejal en el ayuntamiento de Santander. Es diputado en el Parlamento de Cantabria en dos períodos, entre 1987 y 1991 y 1995 y 1999. Entre 1992 y 1995 es senador por designación autonómica. Candidato a la alcaldía de Santander en 2003. Entre 2003 y 2009, con la llegada de Miguel Ángel Revilla a la presidencia de Cantabria y el pacto PRC-PSOE, es nombrado director general de Administración Local de Cantabria. En 2009 asume la Consejería de Industria y Desarrollo Tecnológico, en sustitución del dimitido Javier del Olmo. Durante el tercer mandato de Revilla, en la IX legislatura autonómica, asume en 2015 la consejería de Economía, Hacienda y Empleo.

| Predecesor: Javier del Olmo | Consejero de Industria y Desarrollo Tecnológico de Cantabria 2009-2011 | Sucesor: Eduardo Arasti Barca (Innovación, Industria, Turismo y Comercio)                    |
| Predecesor: Cristina Mazas  | Consejero de Economía, Hacienda y Empleo de Cantabria 2015-2019        | Sucesor: María Sánchez (Economía y Hacienda) Ana Belén Álvarez (Empleo y Políticas Sociales) |